# 近藤道生
近藤 道生（こんどう みちたか、1920年2月2日 - 2010年6月30日）は、日本の海軍軍人・大蔵官僚、実業家。国税庁長官を経て博報堂代表取締役社長を務めた。1982年聖シルベストロ騎士勲章、1992年勲一等瑞宝章、1993年日本宣伝賞大賞を受賞。

## 来歴・人物
神奈川県小田原市出身。旧制小田原中学校（現：神奈川県立小田原高等学校）、旧制武蔵高校を経て、1942年7月に高等文官試験行政科に合格、同年9月に東京帝国大学法学部政治学科を卒業。同年同月、大蔵省に入省して理財局に配置される。高等試験は100番前後で入省成績も相澤英之が最下位で近藤がブービーだといわれていた。入省直後に海軍経理学校補修学生、海軍主計見習尉官（短期現役組（短現組）9期）となる。
1943年1月に海軍主計中尉、1944年5月に同大尉。カー・ニコバル島やペナン島に赴任した。戦後、抑留と復員を経て、1947年3月、大蔵省に復帰。1956年12月27日、池田勇人大蔵大臣秘書官（事務担当）。のち大臣官房秘書課長、銀行局総務課長、大阪国税局長を歴任し、1968年6月7日に大臣官房長、1970年3月3日に銀行局長となり、1972年より国税庁長官に就任。銀行局長在任時代の1971年、戦後初の大型銀行合併である、第一銀行・日本勧業銀行の合併（第一勧業銀行、現：みずほ銀行）に関与した。
1975年7月より博報堂代表取締役社長の福井純一が自ら副社長に降格し、近藤を社長に迎えた。博報堂としても国税庁長官経験者としても異例の就任であった。その後、瀬木博政前会長の告訴を受けた東京地検特捜部により福井が特別背任で逮捕されたが、近藤は社長になってから売上高を前年比173億円に押し上げた。1983年、博報堂代表取締役会長。1994年2月1日より博報堂代表取締役。2002年6月25日より同社最高顧問。
2010年6月30日、急性心不全により死去。90歳没。叙従三位。
趣味、特技は茶道、読書、ゴルフ。号は平心庵宗道。

## 著書
- 『茶ごころ』新潮社、1996年。ISBN 4104108014
- 『平心庵日記　失われた日本人の心と矜恃』角川書店、2001年。ISBN 4048837052
- 『国を誤りたもうことなかれ(角川oneテーマ21) 』角川グループパブリッシング、2006年。ISBN 4047100641
- 『茶の湯がたり、人がたり』淡交社、2008年。ISBN 4473035360
- 『不期明日（ミヨウニチヲキセズ）私の履歴書』日本経済新聞出版社、2009年。ISBN 4532167256

## 映画作品
- 1984年3月11日 - 「風の谷のナウシカ」徳間康快と共に製作総指揮を務めた。
- 1985年7月20日 - 「ビルマの竪琴」